# Cyrtandra clarkei
Cyrtandra clarkei är en tvåhjärtbladig växtart som beskrevs av Otto Stapf. Cyrtandra clarkei ingår i släktet Cyrtandra och familjen Gesneriaceae.

## Underarter
Arten delas in i följande underarter:
- C. c. brachycalyx
- C. c. clarkei
- C. c. grandis
- C. c. longipetiolata